# Inger Jacobsen
Inger Jacobsen (Oslo, 13 oktober 1923 - 21 juli 1996) was een Noorse actrice en zangeres.

## Biografie
In 1962 deed Jacobsen mee aan de Noorse preselectie Melodi Grand Prix, de nationale voorronde voor het Eurovisiesongfestival. Deze voorronde wist ze te winnen en ze mocht voor Noorwegen afreizen naar het internationale festival dat werd gehouden in Luxemburg. Daar behaalde ze met het liedje Kom sol kom regn een gedeelde tiende plaats met twee punten.
Jacobsen deed nog tweemaal mee aan Melodi Grand Prix. In 1964 werd ze vierde met Hvor en in 1971 zong ze het lied India dat op een laatste plaats eindigde.
In 1976 was ze lid van het Riksteateret. Haar bekendste single is Frøken Johansen og jeg.
Jacobsen overleed op 71-jarige leeftijd aan kanker.

## Filmografie
- 1941: Den forsvundne pølsemaker
- 1957: Smuglere i smoking
- 1966: Kontorsjef Tangen
- 1975: Skraphandlerne
- 1975: Einar Schankes gledeshus
- 1994: I de beste familier

## Discografie
Singles
- 1960: Frøken Johansen og jeg
- 1961: Han er endelig, endelig min

Album
- 1968: Refrenget

1960: Nora Brockstedt · 
1961: Nora Brockstedt · 
1962: Inger Jacobsen · 
1963: Anita Thallaug · 
1964: Arne Bendiksen · 
1965: Kirsti Sparboe · 
1966: Åse Kleveland · 
1967: Kirsti Sparboe · 
1968: Odd Børre · 
1969: Kirsti Sparboe · 
1971: Hanne Krogh · 
1972: Grethe Kausland & Benny Borg · 
1973: Bendik Singers · 
1974: Anne-Karine Strøm & Bendik Singers · 
1975: Ellen Nikolaysen · 
1976: Anne-Karine Strøm · 
1977: Anita Skorgan · 
1978: Jahn Teigen · 
1979: Anita Skorgan · 
1980: Sverre Kjelsberg & Mattis Hætta · 
1981: Finn Kalvik · 
1982: Jahn Teigen & Anita Skorgan · 
1983: Jahn Teigen · 
1984: Dollie de Luxe · 
1985: Bobbysocks · 
1986: Ketil Stokkan · 
1987: Kate Gulbrandsen · 
1988: Karoline Krüger · 
1989: Britt Synnøve Johansen · 
1990: Ketil Stokkan · 
1991: Just 4 Fun · 
1992: Merethe Trøan · 
1993: Silje Vige · 
1994: Elisabeth Andreassen & Jan Werner Danielsen · 
1995: Secret Garden · 
1996: Elisabeth Andreassen · 
1997: Tor Endresen · 
1998: Lars Fredriksen · 
1999: Stig Van Eijk · 
2000: Charmed · 
2001: Haldor Lægreid · 
2003: Jostein Hasselgård · 
2004: Knut Anders Sørum · 
2005: Wig Wam · 
2006: Christine Guldbrandsen · 
2007: Guri Schanke · 
2008: Maria Haukaas Storeng · 
2009: Alexander Rybak · 
2010: Didrik Solli-Tangen · 
2011: Stella Mwangi · 
2012: Tooji · 
2013: Margaret Berger · 
2014: Carl Espen · 
2015: Mørland & Debrah Scarlett · 
2016: Agnete · 
2017: JOWST feat. Aleksander Walmann · 
2018: Alexander Rybak · 
2019: KEiiNO · 
2021: Tix · 
2022: Subwoolfer · 
2023: Alessandra · 
2024: Gåte ·
2025: Kyle Alessandro
- International Standard Name Identifier: 0000 0001 3096 6349
- KulturNav: bddb882d-d3e7-4664-b535-9986873b65fe
- MusicBrainz: 7e1980b8-bb19-46f3-b711-8e5ff2dd359b
- Virtual International Authority File: 156149196426074791168